# Прадевојчица
Прадевојчица је дечји роман српске књижевнице Десанке Максимовић написан 1970. године. То је роман о праисторијској цивилизацији, тадашњем животу, односима и обичајима и сматра се најуспјешнијим прозним делом за одраслију децу Десанке Максимовић. 

## О књизи
Прадевојчица је роман-метафора о вечном детињству, али и документ о детињству људске цивилизације.
Наизглед једноставни живот прачовека пружио је Десанки Максимовић обиље могућности за имагинацију и за реконструкцију праисторијског живота. Начин живота и опстанка: привреде, лова, одевања, производње, уметности - све што се о праисторијском човеку могло сазнати и замислити -представља за овај роман рухо, позорницу драме некадашњих људи. На основу трагова и сазнања о древним прецима човека који су живели у пећинама, могло се утврдити којим су се занатима бавили. Истражујући и замишљајући Десанка Максимовић је дошла до особина човека далеке прошлости - до његових осећања, његових својствених особина: добра и зла, душе и морала.
Роман посебно истиче значај уметности у животу људи и њен утицај у формирању младих. Роман обилује хуманистичким порукама и темељи се на истинским моралним вредностима.
Дело омогућава разумевање и доживљавање илузије устројства некадашњег живота и облика људске свести што тражи од читаоца извесна предзнања о историји планете и постанка људи на земљи. Модел бајке; обред, религијско мишљење, сугестивна нарација, говор јунака о себи у трећем лицу, дају роману чар митског и архаичног.
Најважнију димензију романа чини слика вечно истог детињства, детињства које се и данас манифестује истим унутрашњим поривима као и пре много хиљада година.

## Како се рађао романПрадевојчица
Десанка Максимовић о настанку књиге написала је:
```
"Још у младости сам размишљала како су живели први људи, какве ли су око њих биле шуме и воде, каква дивљач, чиме су се занимали. Упознавши старе, словеначке шуме, пределе Горског котара, Похорја, дивљину четинарских алпских предела у Словенији, уобразила сам да је таква морала бити природа око првих људи, праљуди. И данас мислим да је завичај Прадевојчице био такав, само што је дрвеће било горостасније, јаруге дубље, потоци бујнији, пећине пространије. Занимало ме је како су се деца у то доба играла, на чему спавала, јесу ли била лепа као данашња."
[
2
]
```

## Радња
У роману су препознатљива три основна тока, која се развијају готово паралелно:
- биолошко сазревање главне јунакиње Гаве,која је кћи племенског врача-сликара,
- развој друштвене заједнице у смислу стварања основних правила живљења,
- и на крају, развој уметности.
Прадевојчица је роман о девојчици Гави и праисторијској цивилизацији. У књизи је на романтичан начин описан живот ове девојчице и уопште начин живота и обичаји у овој цивилизацији. Праисторијски људи су имали другачије обичаје и веровања, највише су се бавили ловом и од тога су и живели. Највећи страх био им је да не остану гладни.
Девојчица Гава је вредна, паметна, али и уметничка душа. У једној малој пећини ствара своја уметничка дела. Након смрти дечака Бука она постаје неутешна и тужна, али појављује се Непознати који мења њен живот и живот свих осталих становника Белих Пећина.

## Ликови
- Гавa - девојчица, прадевојчица, главни лик романа,
- Врач - отац прадевојчице, уметник који осликава пећине чије слике имају магијску моћ,
- Старац Аох,
- Бук - дечак, мушки пандан Гави, њен пратилац и најбољи пријатељ,
- Ген - подли дечак који представља супротност блиставом Буку,
- Непознати - чије је име Клек који се као странац тајно појавио у насељу и упознао са прадевојчицом Гавом.

## Издања
Роман Прадевојчица је књига која доживела неколико издања у Србији и региону:
- Прво издање Прадевојчице штампано је у Сарајеву - издавачка кућа "Веселин Маслеша" 1970. године,
- Године 1985. и 1993. Прадевојчицу је објавио БИГЗ из Београда,
- Године 1998. Прадевојчицу је објавио "Bookland" из Београда,
- Издавачка кућа "Пчелица" из Чачка је 2010, 2011, 2015. и 2018. објавила Прадевојчицу,
- Издавачка кућа "Нова школа плус" из Бања Луке 2015. године је објавила Прадевојчицу,
- Године 2019. Завод за уџбенике и наставна средства из Источног Новог Сарајева је објаволо Прадевојчицу,
- Издавачка кућа "Лагуна" 2020. године је објавила последње издање Прадевојчице.[6]